# 安德雷·馬西耶洛
安德雷·馬西耶洛（義大利語：Andrea Masiello；1986年2月5日—）是一位意大利足球運動員，場上司职右後衛，現時為自由球員。他也曾效力過巴里等球隊。